# Hypostomus saramaccensis
Hypostomus saramaccensis är en fiskart som beskrevs av Boeseman, 1968. Hypostomus saramaccensis ingår i släktet Hypostomus och familjen Loricariidae. Inga underarter finns listade i Catalogue of Life.